# Saccifoliaceae
Famille
Classification APG II (2003)
Classification APG III (2009)
La famille des Saccifoliaceae regroupe des plantes dicotylédones.
En classification classique de Cronquist (1981) elle ne compte qu'une seule espèce du genre Saccifolium : Saccifolium bandeirae Maguire & Pires.
Ce sont des arbustes à petites feuilles alternes et entières, originaires des hauts plateaux des Guyanes au nord de l'Amérique du Sud.
En classification phylogénétique cette famille n'existe pas : elle situe le genre Saccifolium dans la famille des Gentianacées.